# Louisville (Nebraska)
Louisville és una població dels Estats Units a l'estat de Nebraska. Segons el cens del 2000 tenia 1.046 habitants.

## Demografia
Segons el cens del 2000, Louisville tenia 1.046 habitants, 436 habitatges, i 286 famílies. La densitat de població era de 791,9 habitants per km².
Dels 436 habitatges en un 34,6% hi vivien nens de menys de 18 anys, en un 53% hi vivien parelles casades, en un 9,4% dones solteres, i en un 34,2% no eren unitats familiars. En el 29,4% dels habitatges hi vivien persones soles l'11,9% de les quals corresponia a persones de 65 anys o més que vivien soles. El nombre mitjà de persones vivint en cada habitatge era de 2,4 i el nombre mitjà de persones que vivien en cada família era de 2,99.
Per edats la població es repartia de la següent manera: un 27,3% tenia menys de 18 anys, un 7,4% entre 18 i 24, un 33,4% entre 25 i 44, un 18,6% de 45 a 60 i un 13,3% 65 anys o més.
L'edat mediana era de 35 anys. Per cada 100 dones de 18 o més anys hi havia 93,4 homes.
La renda mediana per habitatge era de 40.875 $ i la renda mediana per família de 46.346 $. Els homes tenien una renda mediana de 35.714 $ mentre que les dones 27.031 $. La renda per capita de la població era de 19.308 $. Aproximadament el 2,1% de les famílies i el 3,7% de la població estaven per davall del llindar de pobresa.

## Poblacions més properes
El següent diagrama mostra les poblacions més properes.